# Corrombles
Corrombles település Franciaországban, Côte-d’Or megyében. Lakosainak száma 242 fő (2022. január 1.). Corrombles Corsaint, Torcy-et-Pouligny, Bard-lès-Époisses és Époisses községekkel határos.

## Népesség
A település népességének változása:
| Lakosok száma | 270  | 200  | 201  | 236  | 238  | 242  | 246  | 255  | 251  | 242  |
|               | 1968 | 1982 | 1990 | 2006 | 2013 | 2015 | 2017 | 2019 | 2020 | 2022 |